# Sainte-Anne-sur-Brivet
Sainte-Anne-sur-Brivet is een gemeente in het Franse departement Loire-Atlantique (regio Pays de la Loire). De plaats maakt deel uit van het arrondissement Saint-Nazaire. Sainte-Anne-sur-Brivet telde op 1 januari 2022 3.014 inwoners.

## Geografie
De oppervlakte van Sainte-Anne-sur-Brivet bedroeg op 1 januari 2022 25,99 vierkante kilometer; de bevolkingsdichtheid was toen 116 inwoners per km².

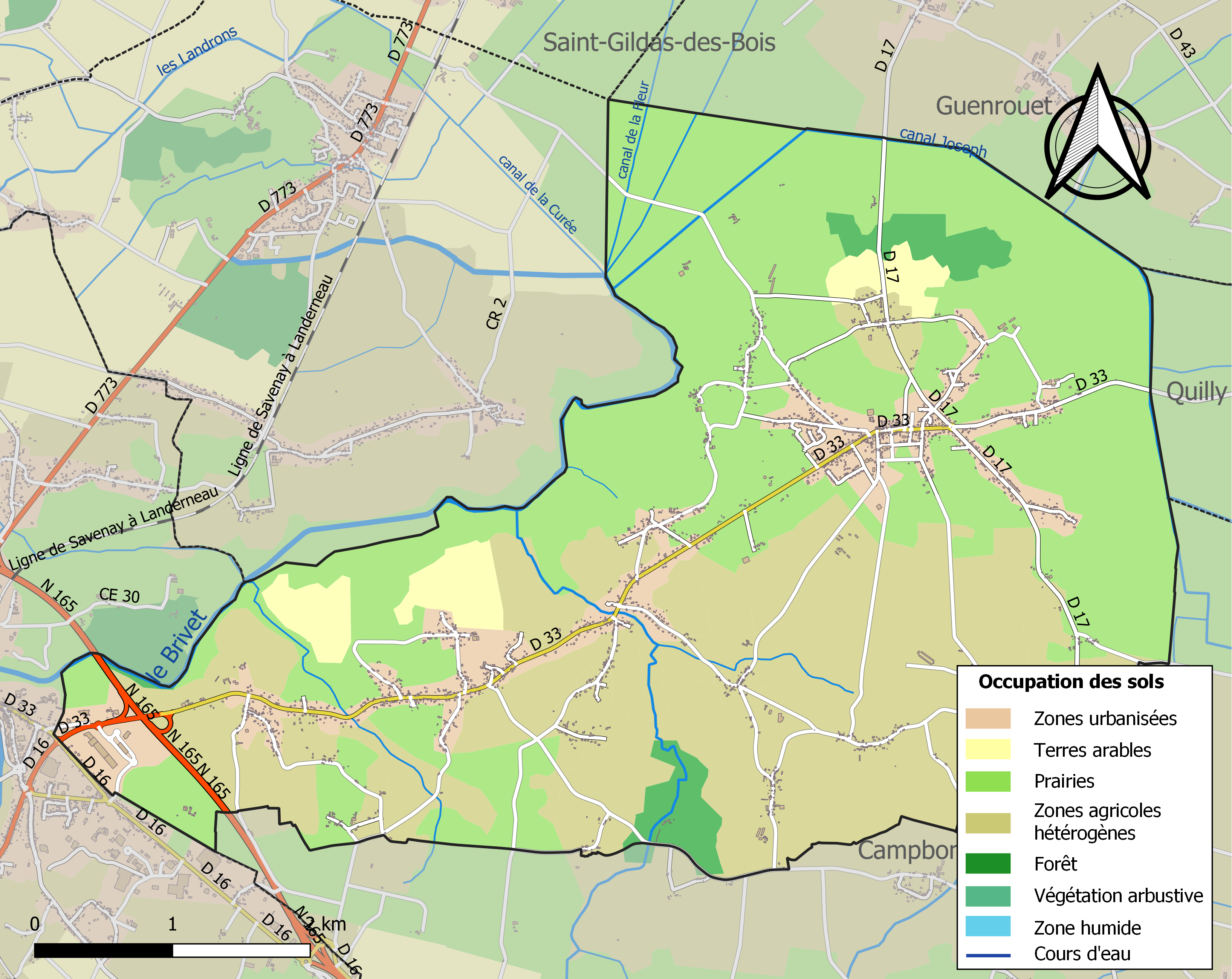
Kaart van de gemeente met de belangrijkste infrastructuur, bodemgebruik en omliggende gemeenten

## Demografie
Onderstaande figuur toont het verloop van het inwonertal (bron: INSEE-tellingen).